# フランク・ミル
フランク・ミル（Frank Mill、1958年7月23日 - 2025年8月5日）は、西ドイツ・エッセン出身の元サッカー選手。元西ドイツ代表。ポジションはFW。

## 経歴
西ドイツ代表では17試合に出場。1990年のFIFAワールドカップ・イタリア大会に参加、出場機会を与えられなかったが、優勝を果たした。また2度のオリンピックに出場、1988年の ソウル五輪では第3位となり、銅メダルを獲得した。
ロートヴァイス・エッセンでは1980-81年シーズンに2. ブンデスリーガ得点王に輝き、翌シーズンはボルシア・メンヒェングラートバッハに移籍した。
1986年にボルシア・ドルトムント移籍、デビュー戦となったFCバイエルン・ミュンヘン戦では、無人のゴールにシュートを放つも、これをポストに当ててしまい、このシュートミスは世紀のシュートミスと表現された。ここでは1988-89年にブレーメンを破ってDFBポカールを獲得、1992-93年シーズンにはUEFAカップで決勝に進出、ユヴェントスFCに敗れて準優勝。
クラブでの通算成績は628試合291得点。
2025年5月末、ミラノで心臓発作が起こった。その後エッセンの病院に移送されたが、同年8月5日に亡くなった。67歳没。

## タイトル
- ボルシア・ドルトムント
  - DFBポカール : 1988-89

- 西ドイツ
  - FIFAワールドカップ優勝 : 1990
  - オリンピック銅メダル : 1988

- 個人タイトル
  - 2. ブンデスリーガ得点王 : 1980-81
  - キッカー誌選出年間ベストイレブン : 1986-87